# Sarah McClendon
 (décembre 2022).
Si vous disposez d'ouvrages ou d'articles de référence ou si vous connaissez des sites web de qualité traitant du thème abordé ici, merci de compléter l'article en donnant les références utiles à sa vérifiabilité et en les liant à la section « Notes et références ».
 (décembre 2022).
La mise en forme du texte ne suit pas les recommandations de Wikipédia : il faut le « wikifier ».
Les points d'amélioration suivants sont les cas les plus fréquents :
- Les titres sont pré-formatés par le logiciel. Ils ne sont ni en capitales, ni en gras.
- Le texte ne doit pas être écrit en capitales (les noms de famille non plus), ni en gras, ni en italique, ni en « petit »…
- Le gras n'est utilisé que pour surligner le titre de l'article dans l'introduction, une seule fois.
- L'italique est rarement utilisé : mots en langue étrangère, titres d'œuvres, noms de bateaux, etc.
- Les citations ne sont pas en italique mais en corps de texte normal. Elles sont entourées par des guillemets français : « et ».
- Les listes à puces sont à éviter, des paragraphes rédigés étant largement préférés. Les tableaux sont à réserver à la présentation de données structurées (résultats, etc.).
- Les appels de note de bas de page (petits chiffres en exposant, introduits par l'outil «  Source ») sont à placer entre la fin de phrase et le point final[comme ça].
- Les liens internes (vers d'autres articles de Wikipédia) sont à choisir avec parcimonie. Créez des liens vers des articles approfondissant le sujet. Les termes génériques sans rapport avec le sujet sont à éviter, ainsi que les répétitions de liens vers un même terme.
- Les liens externes sont à placer uniquement dans une section « Liens externes », à la fin de l'article. Ces liens sont à choisir avec parcimonie suivant les règles définies. Si un lien sert de source à l'article, son insertion dans le texte est à faire par les notes de bas de page.
- La présentation des références doit suivre les conventions bibliographiques. Il est recommandé d'utiliser les modèles {{Ouvrage}}, {{Chapitre}}, {{Article}}, {{Lien web}} et/ou {{Bibliographie}}. Le mode d'édition visuel peut mettre en forme automatiquement les références.
- Insérer une infobox (cadre d'informations à droite) n'est pas obligatoire pour parachever la mise en page.

Pour une aide détaillée, merci de consulter Aide:Wikification.
Si vous pensez que ces points ont été résolus, vous pouvez retirer ce bandeau et améliorer la mise en forme d'un autre article.
Sarah Newcomb McClendon, née le 8 juillet 1910 à Tyler au Texas et morte le 8 janvier 2003 à Washington DC, est une journaliste américaine. Elle a passé toute sa vie aux États-Unis, journaliste de longue date de la Maison-Blanche elle a couvert la politique présidentielle pendant un demi-siècle. Sarah McClendon est connue comme un modèle pour les femmes dans la presse et comme une ardente défenseure de diverses causes, en particulier celles des vétérans militaires américains. Sarah McClendon est surtout connue pour avoir posé des questions pointues et directes lors des conférences de presse présidentielles américaines.

## Jeunesse
La plus jeune de neuf enfants, Sarah naît le 8 juillet 1910 et grandit à Tyler, au Texas. Le lieu de naissance de McClendon répertorié dans le registre national des listes de lieux historiques du comté de Smith, est un monument historique enregistré au Texas  et un monument historique de Tyler.
McClendon est diplômée du Tyler Junior College en 1928 et de l'école de journalisme de l' Université du Missouri en 1931.
Après avoir obtenu son diplôme, McClendon travaille pour le Tyler Courier-Times , le Tyler Morning Telegraph où elle couvre l'explosion de la New London School, et pour The Beaumont Enterprise. En tant que journaliste pour l'entreprise Beaumont, McClendon écrit une série d'articles critiquant le Corps auxiliaire de l'armée féminine - la branche même du service dans laquelle elle s'enrôlerait bientôt.

## Vie privée
Pendant son service, McClendon rencontre et est brièvement mariée à John Thomas O'Brien. Sarah McClendon fonde son propre service de presse indépendant en tant que mère célibataire après le décès, durant la Seconde Guerre mondiale de son époux, John Thomas O'Brien.

## Carrière

### Carrière militaire
Avec l'entrée des États-Unis dans la Seconde Guerre mondiale, Sarah McClendon demande à entrer dans la force armée des États-Unis. Après avoir appris qu'elle n'avait pas les qualifications académiques pour rejoindre le Renseignement militaire, Sarah McClendon s'enrôle dans le corps auxiliaire de l'armée féminine et prend ses fonctions en septembre 1942. Sarah McClendon sert d'abord dans le département des relations publiques du WAAC (Women's Army Auxililiary Corps), puis fréquente l'école des candidats officiers. Promue lieutenant, elle est finalement affectée au bureau du chirurgien général de l'armée en tant qu'officier des relations publiques,,.
Après avoir insisté sur ses pleins droits et privilèges en tant que premier lieutenant, Sarah McClendon est le premier officier de l'armée à accoucher dans un hôpital militaire, l'hôpital Walter Reed. À la suite de sa grossesse, Sarah McClendon est libérée de l'armée, en juin 1944. Mère célibataire, Sarah McClendon utilise ses relations avec la presse à Washington DC pour obtenir un emploi de correspondante, commençant à travailler le même mois que la naissance de sa fille.

### Carrière à Washington, D.C.
En juin 1944, après la libération de Sarah McClendon du Women's Army Corps, le célèbre journaliste Bascom N. Timmons engage Sarah McClendon comme correspondante à Washington, DC pour le Philadelphia Daily News. En 1946, lorsque Bascom N. Timmons congédie Sarah McClendon pour faire de la place aux journalistes revenant de la Seconde Guerre mondiale, Sarah McClendon lance son propre service, le McClendon News Service, qui fournit des dépêches et des articles de Washington aux journaux membres et aux abonnés personnels. Mère célibataire, Mme McClendon amenait souvent sa jeune fille à des conférences de presse,.

## Activisme
En 1977, McClendon devient associée du Women's Institute for Freedom of the Press (WIFP). WIFP est une organisation d'édition américaine à but non lucratif. L'organisation s'efforce d'accroître la communication entre les femmes et de connecter le public aux formes de médias féminins.
En mai 2001, Sarah McClendon parraine la conférence de presse du Disclosure Project tenue par le Dr Steven Greer au National Press Club à Washington, où 20 retraités de l'Air Force, de la Federal Aviation Administration et des officiers du renseignement rendent compte de la gravité du sujet des ovnis.

## Œuvres
- McClendon, S; Mes huit présidents , Wyden Books, 1978.  (ISBN 0-88326-150-2) .
- McClendon, S; Minton, J., Monsieur le Président, Monsieur le Président ! - Mes cinquante ans de couverture de la Maison Blanche , General Pub. Groupe, 1996.  (ISBN 1-57544-005-9) .

### Sources
- (en) Cet article est partiellement ou en totalité issu de l’article de Wikipédia en anglais intitulé « Sarah McClendon » (voir la liste des auteurs).

1. ↑  Sarah McClendon: 1910-2003 Reporter had a need to know, by Carl P. Leubsdorf, The Dallas Morning News, January 9, 2003
2. ↑  McClendon, Sarah; Minton, Jules (1996). Allerton, Colby (ed.). Mr. President, Mr. President!: my 50 years of covering the White House. General Publishing Group. p. 42–45.  (ISBN 1-57544-005-9)
3. 1 2  "A 1982 interview on the Larry King Radio Show". youtube.com. Archived from the original on 2021-12-22. Retrieved September 22, 2016.
4. ↑  McClendon, Sarah; Minton, Jules (1996). Allerton, Colby (ed.). Mr. President, Mr. President!: my 50 years of covering the White House. General Publishing Group. p. 11.  (ISBN 1-57544-005-9)
5. ↑  Sarah McClendon, Veteran Washington Reporter, Dies at 92[dead link], by Adam Bernstein, The Washington Post, January 8, 2003, retrieved July 31, 2006
6. ↑  "Associates | The Women's Institute for Freedom of the Press" .